# John Lee Hooker
John Lee Hooker (Clarksdale, 22 agosto 1917 – Los Altos, 21 giugno 2001) è stato un cantante, chitarrista e compositore statunitense di musica blues.
Nato in una famiglia di musicisti del Mississippi, John Lee Hooker è il cugino di Earl Hooker. Sono famose le sue esibizioni in stile parlato (Talking blues) e il suo stile boogie ostinato, divenuti le sue prerogative caratteristiche. La sua musica, da un punto di vista della ritmica, è libera, come da tradizione comune ai primi blues acustici dei musicisti provenienti dall'area del cosiddetto delta del Mississippi.
John Lee Hooker ha inciso oltre 100 album. Tra i vari riconoscimenti: una stella nella Hollywood Walk of Fame e, nel 1991, l'inclusione nell'elenco della Rock and Roll Hall of Fame; due sue canzoni, Boom Boom e Boogie Chillen, figurano rispettivamente nelle classifiche The Rock and Roll Hall of Fame's 500 Songs that Shaped Rock and Roll e Songs of the Century.
Usava per lo più una chitarra elettrica Epiphone Sheraton.

## Biografia
John Lee Hooker nacque il 22 agosto 1917 nella contea di Coahoma, nei pressi di Clarksdale, nel Mississippi. Hooker nacque come undicesimo figlio di mezzadri (William Hooker, inoltre predicatore battista, e Minnie Ramsey) delle piantagioni della cosiddetta "cotton-belt" nel sud degli Stati Uniti d'America. Ai numerosi figli della coppia era permesso di ascoltare unicamente canti religiosi, così il piccolo John fu precocemente influenzato dalla musica degli spirituals che ascoltava alle celebrazioni nelle chiese.
Nel 1921 i genitori divorziarono e l'anno successivo John, con la madre risposatasi con William Moore, traslocò a Clarksdale. Il patrigno era un cantante blues e gli diede le prime nozioni chitarristiche di base. Hooker, in seguito, definì lo stile di Moore come molto personale e originale, attribuendogli una grande influenza musicale sul proprio stile.
Will Moore suonava saltuariamente con Charley Patton quando quest'ultimo si esibiva nei dintorni di Clarksdale. Moore era cresciuto in Louisiana e il suo stile si differenziava da quello prevalente nel Delta: i suoi brani erano composti da un unico, ripetitivo, ipnotico accordo che andava avanti ostinatamente. Hooker fece proprio questo modo di suonare trasformandolo in un segno inconfondibile del proprio stile. Blind Lemon Jefferson e Blind Blake si recavano spesso a casa di Moore per suonare: furono esperienze significative per il piccolo Hooker, che iniziò a fare del blues la propria vita.
John seguì le orme del suo patrigno e cominciò a suonare nelle feste del suo paese finché, dopo aver trascorso una decina di anni a Cincinnati cantando in svariati cori gospel, nel 1943, mosso dal bisogno lavorativo, emigrò verso il Michigan, nella città di Detroit. Qui, lavorando in una fabbrica di automobili, prese residenza fino al 1969. Divenne assiduo frequentatore dei locali di raduni blues di Hastings Street, il cuore della musica e dello spettacolo nero nella zona est di Detroit. Fu in questo ambito che diede corpo alla sua vocazione di musicista blues, col suo inconfondibile canto rurale, grezzo ed elegante al tempo stesso, cadenzato da un inconfondibile boogie-riff vocale.
Nel 1948 la carriera discografica di Hooker ebbe inizio con il singolo Boogie Chillen, inciso nello studio di registrazione vicino alla Wayne State University. Malgrado fosse analfabeta, era un paroliere piuttosto prolifico: accanto ai tradizionali argomenti dei testi blues, costruiti su temi ricorrenti, egli sviluppò parte della sua produzione in maniera originale e innovativa, rifacendosi alla tradizione ma al tempo stesso proponendo nuovi temi. Gli studi di registrazione negli anni cinquanta spesso pagavano molto poco i musicisti neri, perciò Hooker iniziò a trascorrere le notti passando di studio in studio e proponendo sempre nuove canzoni o variazioni a ognuna di esse. I brani furono registrati, secondo le condizioni contrattuali, sotto lo pseudonimo di John Lee Booker, Johnny Hooker o John Cooker.
Le canzoni soliste del suo primo periodo furono registrate sotto la supervisione di Bernie Besman. John Lee Hooker suonava con uno stile libero e improvvisato, molto raramente con un ritmo standard: i cambi di tempo erano la norma, funzionali all'andamento della canzone e ai cambiamenti di umore di cui essa era permeata. Ciò rese molto difficile eseguire delle sovraincisioni, per questo i suoi brani di quel periodo risultano spesso sostenuti da un battere ostinato sulla cassa della chitarra o su un'asse di legno, espediente dalla forte espressività impiegato su spinta di Besman.
Gli anni sessanta videro la sua definitiva consacrazione presso il grande pubblico: ingente notorietà gli venne attribuita dalle numerose cover tributate dai complessi rock del Regno Unito, frutto della sua tournée del 1963 nel Regno Unito. Nel 1980 apparve e cantò nel film musical The Blues Brothers: lo stile improvvisato di Hooker consentì la registrazione dal vivo in presa diretta, diversamente dal playback che solitamente si utilizza nelle registrazioni cinematografiche. Il 1989 fu l'anno dell'album The Healer, opera a cui collaborarono diversi artisti di fama quali Keith Richards e Carlos Santana. L'album guadagnò un premio Grammy Award. Dello stesso periodo alcune registrazioni con Van Morrison (Never Get Out of These Blues Alive, The Healing Game, I Cover the Waterfront) e le apparizioni dal vivo con lo stesso artista, pubblicate dal vivo nell'album A Night in San Francisco.
Nel 2001 la malattia, poco prima del tour europeo, e di lì a poco il decesso all'età di 83 anni. L'ultima collaborazione del bluesman statunitense, ormai minato dalla malattia, risale proprio al 2001 con il cantante italiano Zucchero Fornaciari, nell'incisione del brano Ali d'oro (I Lay Down nella versione internazionale), incluso nell'album di inediti Shake.

## La musica

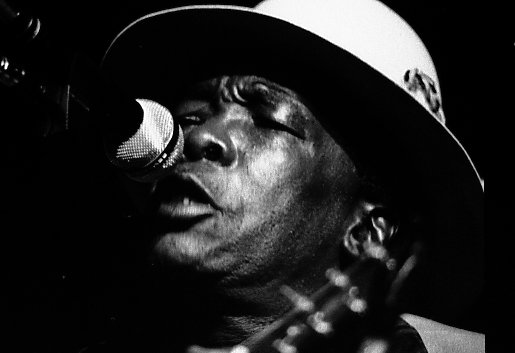
John Lee Hooker nel 1978

Lo stile chitarristico di John Lee Hooker è molto vicino allo stile boogie-woogie per pianoforte. Le linee di basso, tenute col pollice, le pause di enfasi alla fine dei fraseggi e una serie di effetti, legature, picchettati veloci e vibrati hanno generato il suo stile personale, che affonda le radici nelle tecniche tradizionali del blues acustico, ma che si evolve anche verso uno stile più incalzante e ipnotico.
Segno distintivo è la composizione che si articola, nel tema principale, attorno a un unico accordo suonato in maniera ostinata e ipnotica, eredità dello stile della Louisiana mutuato dal patrigno. I brani che più di tutti rappresentano il suo stile iniziale sono l'euforia giovanile di Boogie Chillen, il blues da manuale Baby Please Don't Go, la tragica testimonianza dell'inondazione di Tupelo (nel Mississippi).
Hooker ha sempre portato avanti una carriera da solista, forma che ha sempre incontrato l'ampio riscontro degli appassionati e degli estimatori del blues e del folk dei primi anni sessanta. Ha contribuito alla diffusione del blues anche fuori dai confini della comunità nera americana. Con la vecchiaia il suo gruppo di musicisti si è ampliato proponendo, di concerto in concerto, le più diverse formazioni, dal solo Hooker solista con voce e chitarra, alla banda al completo con Hooker solo cantante.
Il suo fraseggio vocale è molto più disconnesso dalle battute, rispetto a quanto di solito accade nel blues. La voce, quasi melodrammatica, rispecchia la tradizione del blues del Mississippi. Il suo stile casuale e improvvisato è andato diminuendo con l'introduzione della chitarra elettrica, sebbene l'intensità espressiva non sia mai venuta meno, grazie anche alla maggiore ricchezza di arrangiamenti.

## Discografia

### Album
- 1959 - Folk Blues (Crown)
- 1959 - House of The Blues (Chess)
- 1959 - The Country Blues of John Lee Hooker (Riverside)
- 1959 - I'm John Lee Hooker (Vee-Jay)
- 1960 - Blues Man
- 1960 - That's My Story (Riverside)
- 1960 - Travelin'  (Vee-Jay)
- 1961 - John Lee Hooker Sing The Blues
- 1961 - Plays and Sings the Blues (Chess)
- 1961 - The Folk Lore of John Lee Hooker (Vee-Jay)
- 1962 - Burnin'  (Vee-Jay)
- 1962 - Drifting the Blues
- 1962 - The Blues
- 1962 - Tupelo Blues
- 1963 - Don't Turn Me from Your Door: John Lee Hooker Sings His Blues
- 1963 - The Big Soul of John Lee Hooker  (Vee-Jay)
- 1964 - Burning Hell
- 1964 - Great Blues Sounds
- 1964 - On Campus (Vee-Jay)
- 1964 - The Great John Lee Hooker (Crown)
- 1965 - Hooker & The Hogs
- 1966 - It Serves You Right to Suffer
- 1966 - The Real Folk Blues (Chess)
- 1967 - Live at Cafè Au Go-Go
- 1968 - Hooked on Blues
- 1969 - Get Back Home
- 1969 - If You Miss 'Im...I Got' Im (BluesWay)
- 1969 - Simply The Truth
- 1969 - That's Where It's At! (Stax)
- 1969 - Get Back Home
- 1970 - John Lee Hooker on the Waterfront
- 1970 - Moanin' and Stompin' Blues
- 1971 - Endless Boogie
- 1971 - Goin' Down Highway 51
- 1971 - Half a Stranger
- 1971 - Hooker'n'Heat (Liberty - with Canned Heat)
- 1970 - I Feel Good
- 1972 - Never Get Out of These Blues Alive
- 1972 - Detroit Special
- 1972 - Live at Soledad Prison
- 1973 - Born in Mississippi, Raised Up in Tennessee
- 1974 - Free Beer And Chicken
- 1974 - Mad Man Blues
- 1976 - Alone
- 1976 - In Person
- 1977 - Black Snake
- 1977 - Dusty Road
- 1978 - The Cream
- 1979 - Sad and Lonesome
- 1980 - Everybody Rockin'
- 1980 - Sittin' Here Thinkin' Hooker 'N Heat
- 1987 - Jealous
- 1988 - Trouble Blues
- 1989 - Highway of Blues
- 1989 - John Lee Hooker's 40th Anniversary Album
- 1989 - The Detroit Lion
- 1989 - The Healer
- 1990 - Don't You Remember Me
- 1991 - More Real Folk Blues: The Missing Album
- 1991 - Mr. Lucky
- 1992 - Boom Boom
- 1992 - This Is Hip
- 1992 - Urban Blues
- 1993 - Nothing but the Blues
- 1994 - King of the Boogie
- 1994 - Original Folk Blues... Plus
- 1994 - Dimples (Classic Blues)
- 1995 - Alternative Boogie: Early Studio Recordings, 1948-1952
- 1995 - Chill Out
- 1995 - Whiskey & Wimmen
- 1995 - Blues for Big Town
- 1996 - Moanin' the Blues (Eclipse)
- 1996 - Alone: The First Concert
- 1997 - Don't Look Back
- 1997 - Alone: The Second Concert
- 1998 - Black Man Blues
- 2000 - On Campus
- 2001 - Concert at Newport
- 2001 - The Cream (Re-issue)
- 2001 - The Real Blues: Live in Houston 1979
- 2002 - Live At Newport
- 2003 - Face to Face
- 2003 - Burning Hell (Our World)
- 2003 - Rock With Me
- 2004 - Jack O' Diamonds: The 1949 Recordings

### Raccolte e compilation
- 1974 - Mad Man Blues (Chess 1951-1966)
- 1987 - Don't Look Back
- 1989 - The Hook: 20 Years of Hits
- 1991 - Hobo Blues
- 1991 - The Chess Masters
- 1991 - The Complete Chess Folk Blues Sessions (The Real Folk Blues/More Real Folk Blues)
- 1991 - The Ultimate Collection 1948-1990
- 1992 - Best of: 1965-1974
- 1992 - The Ultimate Collection (Universal)
- 1992 - The Vee-Jay Years, 1955-1964
- 1993 - Boom Boom (UK only)
- 1993 - Boogie Man
- 1993 - The Legendary Modern Recordings 1948-1954 (Ace)
- 1994 - Blues Collection (Boogie Man)
- 1994 - John Lee Hooker (LaserLight)
- 1994 - The Early Years
- 1994 - Wandering Blues
- 1995 - Red Blooded Blues
- 1995 - The Very Best Of
- 1996 - Blues Legend
- 1996 - Live at Cafe au Go-Go (and Soledad Prison)
- 1997 - His Best Chess Sides
- 1997 - Live in Concert
- 1997 - The Essential Collection
- 1998 - The Best of Friends
- 1998 - The Complete 50's Chess Recordings
- 1999 - Best of John Lee Hooker: 20th Century Masters
- 1999 - This Is Hip [The Best Of]
- 2000 - The Definitive Collection
- 2001 - Born with the Blues
- 2001 - Gold Collection
- 2001 - Legendary Blues Recordings: John Lee Hooker
- 2002 - Blues Before Sunrise
- 2002 - The Complete - Vol. 1 [Body & Soul]
- 2002 - The Complete - Vol. 2 [Body & Soul]
- 2002 - The Complete - Vol. 3 [Body & Soul]
- 2002 - The Complete - Vol. 4 [Body & Soul]
- 2002 - The Real Folk Blues/More Real Folk Blues
- 2002 - Timeless Collection
- 2003 - Blues Kingpins
- 2003 - Final Recordings, Vol. 1: Face to Face
- 2003 - The Collection 1948-52
- 2004 - Don't Look Back: Complete Blues
- 2004 - The Complete - Vol. 5 [Body & Soul]
- 2005 - The Complete - Vol. 6 [Body & Soul]
- 2005 - The Early Years - Vol. 1
- 2017 - Whiskey & Wimmen - Hooker's Finest (Vee-Jay/Concord)

## Filmografia
- The Blues Brothers (1980)
- John Lee Hooker & Furry Lewis DVD (1995)
- John Lee Hooker Rare Performances 1960 - 1984 DVD (2002)
- John Lee Hooker - Bits and pieces about ... DVD + CD (2006)